# Gerwyn Price
Gerwyn Price (Markham, 7 de marzo de 1985) es un jugador de dardos profesional galés, y exjugador de rugby.
En enero de 2021 hizo historia, después de convertirse en el primer jugador de dardos galés en lograr el Campeonato Mundial de Dardos de la PDC.

## Carrera deportiva
Tras ser jugador profesional de rugby, en 2014 se convirtió en jugador profesional de dardos en la PDC.
Sus primeros grandes resultados no llegaron hasta 2017, cuando llegó a la final del UK Open, donde perdió frente a Peter Wright por 11-6.
También llegó en 2017 a la final de la Copa del Mundo de Dardos, junto a su compañero Mark Webster, perdiendo en la final con Países Bajos.
En 2018 levantó su primer título, el Grand Slam, donde derrotó a Gary Anderson por 16-13 en la final. En 2019 repitió victoria en el Grand Slam.
En 2021 logró su mayor hito como jugador profesional, al convertirse en el primer galés en ganar el Campeonato Mundial de Dardos de la PDC, convirtiéndose, además, en el número 1 del ranking de la PDC.

## Estadísticas

### PDC
| Campeonato Mundial           | DNP | 1R    | 1R  | 1R  | 3R   | 2R  | SF  | G   | QF  | QF | 3R |
| The Masters                  | DNQ | DNQ   | DNQ | DNQ | QF   | 1R  | QF  | SF  | QF  | 2R |    |
| UK Open                      | 2R  | Prel. | 3R  | F   | QF   | SF  | F   | SF  | QF  | 5R |    |
| Premier League               | DNP | DNP   | DNP | DNP | 10.º | 5.º | 5.º | DNP | 7.º | F  |    |
| World Matchplay              | DNQ | QF    | 2R  | 1R  | 1R   | 1R  | 1R  | QF  | F   | 2R |    |
| World Grand Prix             | DNQ | 1R    | 1R  | 2R  | QF   | 1R  | G   | F   | SF  | F  |    |
| Champions League             | NH  | NH    | DNQ | DNQ | DNQ  | SF  | NH  | NH  | NH  | NH |    |
| Campeonato Europeo           | DNQ | 1R    | 2R  | 2R  | QF   | F   | 2R  | QF  | 1R  | QF |    |
| Grand Slam                   | DNQ | DNQ   | 2R  | RR  | G    | G   | 2R  | G   | QF  | 2R |    |
| Players Championship Finals  | DNQ | 2R    | 1R  | 2R  | 1R   | F   | SF  | 3R  | 1R  | 2R |    |
| Copa del Mundo               | DNQ | DNQ   | 2R  | F   | QF   | 1R  | G   | SF  | F   | G  |    |
| World Series of Darts Finals | NH  | DNQ   | 2R  | QF  | SF   | 2R  | G   | QF  | G   | 2R |    |
| Estadísticas                 |     |       |     |     |      |     |     |     |     |    |    |
| Ranking a final de año       | -   | 33    | 19  | 16  | 6    | 3   | 3   | 1   | 1   | 5  |    |

| Leyenda | Leyenda                     | Leyenda | Leyenda                | Leyenda | Leyenda             | Leyenda | Leyenda                                           |
| ------- | --------------------------- | ------- | ---------------------- | ------- | ------------------- | ------- | ------------------------------------------------- |
| DNP     | No participó                | DNQ     | No se clasificó        | NH      | No se disputó       | #R      | derrota en las primeras rondas (RR = Round robin) |
| QF      | derrota en cuartos de final | SF      | derrota en semifinales | F       | derrota en la final | G       | ganador del torneo                                |